# Полищук, Рада Ефимовна
Рада Ефимовна Полищук (род. 4 февраля 1945, Москва) — русская писательница и поэтесса, журналистка, издатель и главный редактор российско-израильского русскоязычного альманаха еврейской культуры «ДИАЛОГ» (издается с 1996 года). Член Союза писателей Москвы, Союза Российских писателей, Союза журналистов России, Союза писателей XXI века; Русского ПЕН-центра.

## Биография
Рада Полищук родилась в 1945 году в Москве в интеллигентной семье. Окончила семилетнюю школу, Московский авиационный приборостроительный техникум им. С. Орджоникидзе, Московский авиационный институт. 25 лет отработала в «почтовом ящике» Министерства авиационной промышленности.
Автор и ведущая литературной гостиной при первом Московском еврейском общинном доме (1995—2008). Ведущая (совместно с писательницей Ольгой Постниковой) литературной гостиной «ПРОчтение» Клуба писателей ЦДЛ и Союза писателей Москвы (с 2011 по настоящее время).

### Личная жизнь
- Муж — Кирнос Александр Ефимович (род. в 1941) — врач-хирург, был директором Благотворительного Фонда «Рука помощи» (до августа 2023 года), член Союза писателей Москвы, поэт, прозаик.
- Сестра — Виктория Полищук (1943—2022) — филолог, художница, соредактор российско-израильского альманаха еврейской культуры ДИАЛОГ", член Международного художественного фонда и Московской ассоциации художников.

## Премии и награды
- Лауреат Международного конкурса на лучший женский рассказ (1992 г.).
- Лауреат премии журнала «Зинзивер» (Проза. 2014 г.).
- «РОМАН-МИРАЖ. Истории о любви и ненависти», Текст, Москва, 2002 (Лонг-лист премии «Буккер — Открытая Россия», 2002).
- «ЛЮБИТЬ ХОЧЕТСЯ», в Большой и Малой серии современной прозы, У-Фактория, Екатеринбург, 2002 (Лонг-лист премии «Российский национальный бестселлер»).
- «ЖИЗНЬ БЕЗ КОНЦА И НАЧАЛА», Москва, Текст, 2010 (Лонг-лист премии «Чеховский дар», 2010).
- «СЕМЬЯ, СЕМЕЙКА, МИШПУХА. По следам молитвы деда», Москва, Кахоль Лаван, 2010 (Лонг-лист премии «Ясная поляна», 2010).
- «ЛАПСЕРДАК ИЗ ЛОСКУТОВ», Москва, Текст, 2012 (Лонг-лист премии «Ясная поляна», 2013; «Лоскут из атласного галстука» (Шорт-лист Волошинской премии, 2011).
- «Я и Я. Странные странности», Москва, МИК, 2014 (Лонг-лист Международной литературной премии «Писатели XXI века»).
- «ЗА ОДНИМ СТОЛОМ СИДЕЛИ. Портреты. Эссе. Этюды. Беседы. Воспоминания», Москва, МИК, 2015 (Шорт-лист Международной литературной премии Шорт-лист Международной литературной премии «Писатели XXI века»).
- «И было так» .Международной литературной премии "Писатель XXI века, 2017 год и лонг-лист Международной премии им. Ф. Искандера

## Гранты
- 1992, 1994 год — Стипендия Берлинского Сената по культуре.
- 2002 год — Стипендия отдела культуры Шведского посольства (Дом творчества писателей на Висбю, Готланд).
- 2007 год — Фонд Дмитрия Зимина «Династия» за издание российско-израильского альманаха еврейской культуры «ДИАЛОГ».
- 2014 год — грант Федеральной целевой программы "Культура России (2012—2018 годы) Федерального агентства по печати и массовым коммуникациям.
- 2016 год — государственная стипендия (Министерство культуры РФ).
- 2017 год — государственная стипендия (Министерство культуры РФ).
- 2018 год — государственная стипендия (Министерство культуры РФ)
- 2018 г.— Грант Министерства культуры РФ (Союз российских писателей) на издание книги,

## Отзывы
В прозе Рады Полищук всегда открывается особенный внутренний мир, иногда — тревожный, напряженный, мучительный, иногда — яркий, живописный, искрящийся юмором. Перед нами словно два автора: современная москвичка, умная, наблюдательная, живо откликающаяся на впечатления бытия. И другая, чьей душе „тысячи лет“ — вещунья, библейская плакальщица, хранящая страдальческую память своего народа, бесконечно одинокая, осиротелая душа.
Это — Рада Полищук, на мой взгляд, одна из самых талантливых писательниц в нашей современной литературе.Кирилл Ковальджи
В свое время я был не просто заинтересован — заинтригован прозой Рады Полищук. Голоса ее героев, будь то женщина или мужчина, звучат настолько достоверно, порой шокирующе откровенно, что быстро утрачиваешь иллюзию вымышленности, становится страшно за них, чувствуешь свою сопричастность этим судьбам, и ощущение это остается надолго. Такая откровенность не каждой душе по силам, не каждой личности доступна. Откровенность, бесстрашие и сопереживание. То, без чего и жизнь невозможна и проза мертва.Александр Бовин
Рада Полищук — писатель талантливый, со своим стилем, своим мироощущением, я бы сказал — писатель почвенник, в самом исконном смысле этого слова. Воистину — в ее прозе „дышит почва и судьба“. Памятью семьи, памятью еврейского народа пронизаны многие ее книги „Жизнь без конца и начала“, „Одесские рассказы, или Путаная азбука памяти“, „Семья, семейка, мишпуха“, в этих книгах вопреки всем драмам и трагедиям, подстерегающим человека в этом мире, звучит жизнеутверждающая песня бытия, сложенная из подмеченных зорким глазом подробностей, из услышанных обостренным слухом языковых интонаций.. И уже неважно: воспоминание это или вымысел — настолько достоверна вся ткань повествования. Веришь безоговорочно, смеешься и плачешь вместе с автором, идешь за ним и ждешь новых открытий.Александр Ревич
Сквозь юмор местечка слышится в прозе Рады Полищук трубный глас исхода и вечная неизбывная боль — то ли от несбыточности грёз, то ли от сознания того, какой жребий выпал евреям на этой земле. Сквозь узнаваемые, утеплённые юмором подробности конкретной семейной хроники — какой-то неземной, запредельный гул. Или наоборот: сквозь тысячелетний гул легенд — такие странно-близкие отзвуки „молитвы моего деда“.
Повесть Рады Полищук останется яркой художественной вехой памяти народа.
А чисто литературный секрет Рады Полищук — терпкое изящество текста, сплетаемого над магмой дикой природности. Заклинание ада игрой в рай.Лев Аннинский
Пережить горе – все равно, что родиться заново». Эти слова лирической героини Рады Полищук – ключ ко всем ее книгам. В нем – начало и конец, закат и рассвет, без которых немыслима человеческая жизнь. Рада Полищук ненавязчиво, но откровенно говорит нам, что человеческая жизнь – это энциклопедия любви и горя.Лев Разгон
Рада Полищук — писатель яркого, редкого, уникального дарования, абсолютно самобытный, ни на кого не похожий. Я бы сказал — она писатель других возможностей. Таких писателей я мало встречал за жизнь. Удивительно лексическое богатство этой прозы, читаешь и радуешься каждому слову. И такие глубокие смыслы, такие непостижимые тайны открывает нам эта проза, глубокая, мудрая, философская — ходишь потрясенный, вдохновленный и не хочется выпускать из рук эти книги.Василий Субботин
Все хорошее возвращается - считает один из героев новой книги Рады Полищук. Похоже, в этом не сомневается и сама писательница. Её удивительно человечные книги отмечены печатью подлинности и чувств, и мыслей. Секрет пронзительной, чистой прозы Рады Полищук - ровный, теплый свет, разлитый по ее произведениям. Точнее, секрет не в этом тепле и свете, а в их скрытом источнике. И лишь по мере погружения в ее тексты начинаешь понимать, что и для ее героев и для самого автора все, и прошлое, и будущее, существует здесь и сейчас. Семья, кровные связи, глубины рода, его корни и крона - вот источник тепла и света, источник ее творчества, родник, который никогда не иссякает. Крестовская застава в Москве улицы Одессы, маленькое, захолустное еврейское местечко Юстинград, населяющие их люди - все они оживлены зоркой авторской памятью, легко преодолевающей толщу времени, чудесным образом прозревающей прошлое и свободно улетающей в будущее. И хотя Рада Полищук не избегает трагедийных, болезненно-потаенных сюжетов бытия, пестрых подробностей повседневности - поток ее творчества неуклонно направлен из тьмы к свету. Ведь именно при свете жизни к нам возвращается все хорошее».Геннадий Калашников